# Liste der Kulturdenkmale in Cunersdorf
Die Liste der Kulturdenkmale in Cunersdorf enthält die Kulturdenkmale des Ortsteils Cunersdorf der sächsischen Stadt Annaberg-Buchholz, die in der Denkmalliste vom Landesamt für Denkmalpflege Sachsen mit Stand vom 24. November 2010 erfasst wurden.
Diese Liste ist eine Teilliste der Liste der Kulturdenkmale in Sachsen.

## Legende
- Bild: Bild des Kulturdenkmals, ggf. zusätzlich mit einem Link zu weiteren Fotos des Kulturdenkmals im Medienarchiv Wikimedia Commons. Wenn man auf das Kamerasymbol klickt, können Fotos zu Kulturdenkmalen aus dieser Liste hochgeladen werden:
- Bezeichnung: Denkmalgeschützte Objekte und ggf. Bauwerksname des Kulturdenkmals
- Lage: Straßenname und Hausnummer oder Flurstücknummer des Kulturdenkmals. Die Grundsortierung der Liste erfolgt nach dieser Adresse. Der Link (Karte) führt zu verschiedenen Kartendiensten mit der Position des Kulturdenkmals. Fehlt dieser Link, wurden die Koordinaten noch nicht eingetragen. Sind diese bekannt, können sie über ein Tool mit einer Kartenansicht einfach nachgetragen werden. In dieser Kartenansicht sind Kulturdenkmale ohne Koordinaten mit einem roten bzw. orangen Marker dargestellt und können durch Verschieben auf die richtige Position in der Karte mit Koordinaten versehen werden. Kulturdenkmale ohne Bild sind an einem blauen bzw. roten Marker erkennbar.
- Datierung: Baubeginn, Fertigstellung, Datum der Erstnennung oder grobe zeitliche Einordnung entsprechend des Eintrags in der sächsischen Denkmaldatenbank
- Beschreibung: Kurzcharakteristik des Kulturdenkmals entsprechend des Eintrags in der sächsischen Denkmaldatenbank, ggf. ergänzt durch die dort nur selten veröffentlichten Erfassungstexte oder zusätzliche Informationen
- ID: Vom Landesamt für Denkmalpflege Sachsen vergebene, das Kulturdenkmal eindeutig identifizierende Objekt-Nummer. Der Link führt zum PDF-Denkmaldokument des Landesamtes für Denkmalpflege Sachsen. Bei ehemaligen Kulturdenkmalen können die Objektnummern unbekannt sein und deshalb fehlen bzw. die Links von aus der Datenbank entfernten Objektnummern ins Leere führen. Ein ggf. vorhandenes Icon  führt zu den Angaben des Kulturdenkmals bei Wikidata.

## Liste der Kulturdenkmale
| Bild                                    | Bezeichnung                                       | Lage                           | Datierung                                          | Beschreibung | ID       |
| --------------------------------------- | ------------------------------------------------- | ------------------------------ | -------------------------------------------------- | --- | -------- |
| Weitere Bilder                          | Komplex einer ehemaligen Textilfabrik             | Am Steigerwald 9 (Karte)       | um 1920 (Textilfabrik)                             | aus zwei neoklassizistisch gestalteten, weithin sichtbaren Gebäuden bestehend, baugeschichtlich und ortsgeschichtlich bedeutend sowie von Belang für das Ortsbild. Im Jahr 2023 erfolgte der komplette Abriss des Gebäudekomplexes. | 08985171 |
| Direkt Bild zu diesem Denkmal hochladen | Levin-Villa, Seniorenheim                         | Am Steigerwald 10 (Karte)      | 1936                                               | Villa des Textilfabrikanten Hermann Levin, qualitätvoller Putzbau der 1930er Jahre, durch Verwendung von Porphyr unverwechselbares Erscheinungsbild, ortsgeschichtlich und baugeschichtlich von Bedeutung. langes dreigeschossiges Gebäude mit Walmdach, Preolitdeckung, ausgebautes Dachgeschoss, Schleppgaupen, Fenstergewände, Traufsims, Erdgeschoss und turmähnliche Erker aus Porphyrgestein, großzügige Terrasse, Innenausstattung noch aus der Entstehungszeit (Wandvertäfelung mit Schnitzereien, Bleiglasfenster und Kamin) 1936 von Fabrikant Levin gebaute Villa mit 35 Zimmern, 1957–1975 TBC-Sanatorium, ab 1975 Altenheim „Am Steigerwald“. | 08985173 |
| Direkt Bild zu diesem Denkmal hochladen | Grenzstein der kurfürstlich-herzöglichen Grenze   | Am Waldweg (Karte)             | um 1537, Erstaufstellung                           | Sachzeugnis der Entwicklung im Erzgebirge, von regionalgeschichtlicher Bedeutung Der Grenzstein bei Waldweg 2 war Teil der kurfürstlich-herzöglichen Grenze, mit der die sächsischen Landesfürsten Ernst und Albrecht im Leipziger Teilungsvertrag von 1485 ihren Besitz trennten. Daher zeigt die eine Seite des ca. 50 cm hohen, quaderförmigen Steines das Wappen des albertinischen Herzogtums und die andere die Kurschwerter der ernestinischen Linie. Diese Grenze führte entlang der Flurgrenze zwischen Cunersdorf und Kleinrückerswalde. Der ursprüngliche Standort des Steines befand sich in der Sauteichmulde unterhalb des ehemaligen Erzganges Himmlisch Heer. Die Grenzfestlegung durch Steine wurde notwendig, um alle beim Erzabbau auftretenden Streitigkeiten zwischen Ernestinern und Albertinern von vornherein zu vermeiden. Nach der Schlacht bei Mühlberg 1547, in der Kurfürst Johann Friedrich von Sachsen mit den protestantischen Truppen einer überlegenen kaiserlichen Streitmacht unterlag, spielte die obige Grenze hier keine Rolle mehr. Herzog Moritz von Sachsen bekam für seine militärische Unterstützung der Kaiserlichen als Dank die Kurwürde und große Teile der ernestinischen Lande zugesprochen. Das heutige Annaberg-Buchholz wurde in Gänze albertinisches Hoheitsgebiet. Der Stein ist als Sachzeugnis der Entwicklung im Erzgebirge von regionalgeschichtlicher und zudem von landesgeschichtlicher Bedeutung. | 08985177 |
| Direkt Bild zu diesem Denkmal hochladen | Wohnhaus in offener Bebauung                      | August-Bebel-Straße 1 (Karte)  | 1928                                               | Teil einer ehemaligen Bahnarbeitersiedlung, errichtet für das Bahnbetriebswerk Buchholz (überwiegend aus Cunersdorfer Flur), zeittypische Putzbauten, hervorgehoben durch expressionistische Gestaltungselemente, baugeschichtlich und sozialgeschichtlich bedeutend. zweigeschossig mit expressionistischen Gestaltungselementen, Walmdach mit Aufschiebling, traufständige Anordnung zur Hauptstraße, verputztes Ziegelmauerwerk auf hohem Bruchsteinsockel, Haus ist im Original erhalten, Fenster, Fensterläden, Türen und Treppenhaus (links- bzw. rechts gewändelte Treppen). Im Frühjahr 1929 wurde das Bahnbetriebswerk Buchholz zur Hilfszugstation erklärt (damals noch zum größten Teil Cunersdorfer Flur), das hatte zur Folge, dass Tag und Nacht ein Hilfszug einsatzbereit stehen musste. Aus diesem Grund errichtete die „Eisenbahn-Wohnungsbau-Genossenschaft“ mit Sitz in Dresden im Jahre 1928 diese „Eisenbahner-Siedlung“, so konnten die Eisenbahner aus den nahe gelegenen Cunersdorf schnell zu ihrem Einsatz abberufen werden. | 08985179 |
| Direkt Bild zu diesem Denkmal hochladen | Wohnhaus in offener Bebauung                      | August-Bebel-Straße 3 (Karte)  | 1928                                               | Teil einer ehemaligen Bahnarbeitersiedlung, errichtet für das Bahnbetriebswerk Buchholz (überwiegend aus Cunersdorfer Flur), zeittypische Putzbauten, hervorgehoben durch expressionistische Gestaltungselemente, baugeschichtlich und sozialgeschichtlich bedeutend. zweigeschossig mit expressionistischen Gestaltungselementen, Walmdach mit Aufschiebling, traufständige Anordnung zur Hauptstraße, verputztes Ziegelmauerwerk auf hohem Bruchsteinsockel, Haus ist im Original erhalten, Fenster, Fensterläden, Türen und Treppenhaus (links- bzw. rechts gewändelte Treppen). Im Frühjahr 1929 wurde das Bahnbetriebswerk Buchholz zur Hilfszugstation erklärt (damals noch zum größten Teil Cunersdorfer Flur), das hatte zur Folge, dass Tag und Nacht ein Hilfszug einsatzbereit stehen musste. Aus diesem Grund errichtete die „Eisenbahn-Wohnungsbau-Genossenschaft“ mit Sitz in Dresden im Jahre 1928 diese „Eisenbahner-Siedlung“, so konnten die Eisenbahner aus den nahe gelegenen Cunersdorf schnell zu ihrem Einsatz abberufen werden. | 08985180 |
| Direkt Bild zu diesem Denkmal hochladen | Wohnhaus in offener Bebauung                      | August-Bebel-Straße 5 (Karte)  | 1928                                               | Teil einer ehemaligen Bahnarbeitersiedlung, errichtet für das Bahnbetriebswerk Buchholz (überwiegend aus Cunersdorfer Flur), zeittypische Putzbauten, hervorgehoben durch expressionistische Gestaltungselemente, baugeschichtlich und sozialgeschichtlich bedeutend. zweigeschossig mit expressionistischen Gestaltungselementen, Walmdach mit Aufschiebling, traufständige Anordnung zur Hauptstraße, verputztes Ziegelmauerwerk auf hohem Bruchsteinsockel, Haus ist im Original erhalten, Fenster, Fensterläden, Türen und Treppenhaus (links- bzw. rechts gewändelte Treppen). Im Frühjahr 1929 wurde das Bahnbetriebswerk Buchholz zur Hilfszugstation erklärt (damals noch zum größten Teil Cunersdorfer Flur), das hatte zur Folge, dass Tag und Nacht ein Hilfszug einsatzbereit stehen musste. Aus diesem Grund errichtete die „Eisenbahn-Wohnungsbau-Genossenschaft“ mit Sitz in Dresden im Jahre 1928 diese „Eisenbahner-Siedlung“, so konnten die Eisenbahner aus den nahe gelegenen Cunersdorf schnell zu ihrem Einsatz abberufen werden. | 08985181 |
| Direkt Bild zu diesem Denkmal hochladen | Wohnhaus in offener Bebauung                      | August-Bebel-Straße 7 (Karte)  | 1928                                               | Teil einer ehemaligen Bahnarbeitersiedlung, errichtet für das Bahnbetriebswerk Buchholz (überwiegend aus Cunersdorfer Flur), zeittypische Putzbauten, hervorgehoben durch expressionistische Gestaltungselemente, baugeschichtlich und sozialgeschichtlich bedeutend. zweigeschossig mit expressionistischen Gestaltungselementen, Walmdach mit Aufschiebling, traufständige Anordnung zur Hauptstraße, verputztes Ziegelmauerwerk auf hohem Bruchsteinsockel, Haus ist im Original erhalten, Fenster, Fensterläden, Türen und Treppenhaus (links- bzw. rechts gewändelte Treppen). Im Frühjahr 1929 wurde das Bahnbetriebswerk Buchholz zur Hilfszugstation erklärt (damals noch zum größten Teil Cunersdorfer Flur), das hatte zur Folge, dass Tag und Nacht ein Hilfszug einsatzbereit stehen musste. Aus diesem Grund errichtete die „Eisenbahn-Wohnungsbau-Genossenschaft“ mit Sitz in Dresden im Jahre 1928 diese „Eisenbahner-Siedlung“, so konnten die Eisenbahner aus den nahe gelegenen Cunersdorf schnell zu ihrem Einsatz abberufen werden. | 08985182 |
| Direkt Bild zu diesem Denkmal hochladen | Wohnhaus in offener Bebauung                      | August-Bebel-Straße 13 (Karte) | 1928                                               | Teil einer ehemaligen Bahnarbeitersiedlung, errichtet für das Bahnbetriebswerk Buchholz (überwiegend aus Cunersdorfer Flur), zeittypische Putzbauten, hervorgehoben durch expressionistische Gestaltungselemente, baugeschichtlich und sozialgeschichtlich bedeutend. zweigeschossig mit expressionistischen Gestaltungselementen, Walmdach mit Aufschiebling, traufständige Anordnung zur Hauptstraße, verputztes Ziegelmauerwerk auf hohem Bruchsteinsockel, Haus ist im Original erhalten, Fenster, Fensterläden, Türen und Treppenhaus (links- bzw. rechts gewändelte Treppen). Im Frühjahr 1929 wurde das Bahnbetriebswerk Buchholz zur Hilfszugstation erklärt (damals noch zum größten Teil Cunersdorfer Flur), das hatte zur Folge, dass Tag und Nacht ein Hilfszug einsatzbereit stehen musste. Aus diesem Grund errichtete die „Eisenbahn-Wohnungsbau-Genossenschaft“ mit Sitz in Dresden im Jahre 1928 diese „Eisenbahner-Siedlung“, so konnten die Eisenbahner aus den nahe gelegenen Cunersdorf schnell zu ihrem Einsatz abberufen werden. | 08985183 |
| Direkt Bild zu diesem Denkmal hochladen | Wohnhaus in offener Bebauung                      | August-Bebel-Straße 15 (Karte) | 1928                                               | Teil einer ehemaligen Bahnarbeitersiedlung, errichtet für das Bahnbetriebswerk Buchholz (überwiegend aus Cunersdorfer Flur), zeittypische Putzbauten, hervorgehoben durch expressionistische Gestaltungselemente, baugeschichtlich und sozialgeschichtlich bedeutend. zweigeschossig mit expressionistischen Gestaltungselementen, Walmdach mit Aufschiebling, traufständige Anordnung zur Hauptstraße, verputztes Ziegelmauerwerk auf hohem Bruchsteinsockel, Haus ist im Original erhalten, Fenster, Fensterläden, Türen und Treppenhaus (links- bzw. rechts gewändelte Treppen). Im Frühjahr 1929 wurde das Bahnbetriebswerk Buchholz zur Hilfszugstation erklärt (damals noch zum größten Teil Cunersdorfer Flur), das hatte zur Folge, dass Tag und Nacht ein Hilfszug einsatzbereit stehen musste. Aus diesem Grund errichtete die „Eisenbahn-Wohnungsbau-Genossenschaft“ mit Sitz in Dresden im Jahre 1928 diese „Eisenbahner-Siedlung“, so konnten die Eisenbahner aus den nahe gelegenen Cunersdorf schnell zu ihrem Einsatz abberufen werden. | 08985184 |
| Direkt Bild zu diesem Denkmal hochladen | Wohnhaus in offener Bebauung                      | August-Bebel-Straße 17 (Karte) | 1928                                               | Teil einer ehemaligen Bahnarbeitersiedlung, errichtet für das Bahnbetriebswerk Buchholz (überwiegend aus Cunersdorfer Flur), zeittypische Putzbauten, hervorgehoben durch expressionistische Gestaltungselemente, baugeschichtlich und sozialgeschichtlich bedeutend. zweigeschossig mit expressionistischen Gestaltungselementen, Walmdach mit Aufschiebling, traufständige Anordnung zur Hauptstraße, verputztes Ziegelmauerwerk auf hohem Bruchsteinsockel, Haus ist im Original erhalten, Fenster, Fensterläden, Türen und Treppenhaus (links- bzw. rechts gewändelte Treppen). Im Frühjahr 1929 wurde das Bahnbetriebswerk Buchholz zur Hilfszugstation erklärt (damals noch zum größten Teil Cunersdorfer Flur), das hatte zur Folge, dass Tag und Nacht ein Hilfszug einsatzbereit stehen musste. Aus diesem Grund errichtete die „Eisenbahn-Wohnungsbau-Genossenschaft“ mit Sitz in Dresden im Jahre 1928 diese „Eisenbahner-Siedlung“, so konnten die Eisenbahner aus den nahe gelegenen Cunersdorf schnell zu ihrem Einsatz abberufen werden. | 08985185 |
| Direkt Bild zu diesem Denkmal hochladen | Mietshaus in offener Bebauung                     | August-Bebel-Straße 21 (Karte) | um 1890                                            | ursprünglich erhaltener Putzbau, historistische Fassadengestaltung, in seiner Form im Ortsteil Cunersdorf singulär, baugeschichtlich von Bedeutung. zweigeschossig mit Souterrain, Krüppelwalmdach, Preolitdeckung, Mittelrisalit mit abgewalmtem Dreiecksgiebel, profilierter Traufsims, aufgeputzter Zickzackfries, Obergeschoss Fenster mit gerader- bzw. Dreiecksverdachung, unter Fenster im Brüstungsbereich aufwendig gearbeitete Ornamente, Erdgeschoss Fenster mit Schlussstein (aufgeputzt), an Westgiebel Eingang zugemauert und in Hausrückseite verlegt, in Giebelspitzen Rundfenster, rückseitig Sanitäranbau, Feldstein bzw. Ziegelmauerwerk auf Bruchsteinsockel, innen schmiedeeisernes Treppengeländer und Mosaikfußbodenfliesen im Erdgeschoss, Keller mit preußischem Kappengewölbe | 08985186 |
| Weitere Bilder                          | Martin-Luther-Kirche                              | August-Bebel-Straße 23 (Karte) | 1896                                               | Saalkirche mit östlichem eingezogenem Chor und Südturm, im historistischen Stil erbaute Kirche mit schlichter Innenausstattung, ungewöhnliche Altargestaltung, bauhistorischer, ortsbildprägender und ortsgeschichtlicher Wert. Hallenkirche mit östlichem Chor und dreiseitiger Apsis, nördliche Seitenkapelle, westlich überdachter Gang mit dorischen Säulen, halb eingebauter Glockenturm mit blechverkleideter Laterne, geschweifte Haube und Uhr, Naturschieferdeckung, Innenausstattung: ungewöhnliche Altargestaltung mit Bleiglasbild, Kanzel und Taufbecken aus Sandstein (schlicht gearbeitet), nördlich vom Altar im Nischenbogen eingearbeitetes schmiedeeisernes Kreuz, alle Fenster in Bleiglas aus der Entstehungszeit. Im Jahre 1996 wurde die Kirche innen restauriert. | 08985175 |
| Direkt Bild zu diesem Denkmal hochladen | Wohnhaus eines ehemaligen Bauernhofes mit Scheune | August-Bebel-Straße 33 (Karte) | bez. 1879                                          | Wohnhaus im Obergeschoss Fachwerk, typischer Bau der Volksarchitektur, ortsbildprägend, Scheune massiv, baugeschichtlich von Bedeutung. zweigeschossig, steiles Satteldach, preolitgedeckt, Dachboden wurde zu Wohnungen ausgebaut, Obergeschoss Fachwerk mit Lehmausfachung, Ausbesserung mit Ziegelstein, Erdgeschoss Bruchsteinmauerwerk, Fensterteilung im Obergeschoss wurde verändert (dem Fachwerk angepasst), im Erdgeschoss Fensterläden, Ostgiebeldreieck mit Naturschiefer verkleidet, Westgiebel wurde massiv gemauert und im Dreieck mit Preolit verkleidet, im großen Hausflur Wasserhaus, im Verbindungsgang zum Keller bestehende Gewölbedecke, Mauer und Fußboden aus Feldsteinen, Kellerdecke schon gemauertes preußisches Kappengewölbe, darüber befindet sich die Scheune, Bauernhof auch geschichtlich bedeutend: 1953 wurde hier die 1. LPG von Cunersdorf gegründet | 08985187 |
| Direkt Bild zu diesem Denkmal hochladen | Oelmann-Gut                                       | August-Bebel-Straße 38         | 1721 lt. Auskunft                                  | Obergeschoss Fachwerk, qualitätvoller Bau der Volksarchitektur, landschaftsgestaltend und baugeschichtlich von Bedeutung. zweigeschossig mit steilem Satteldach, Bitumenschindeldeckung, Giebeldreiecke mit Preolit verkleidet, Obergeschoss Fachwerk mit Lehmausfachung, neue einscheibige Fenster, Erdgeschoss Feldsteinmauerwerk, Hauseingangstür mit Sandsteingewände und altem Türstock, Hof ist von altem Baumbestand umgeben | 08985191 |
| Direkt Bild zu diesem Denkmal hochladen | Wohnhaus                                          | August-Bebel-Straße 42 (Karte) | 19. Jh.                                            | mit Fachwerk im Obergeschoss, qualitätvoller Bau der Volksarchitektur, ortsbildprägend, baugeschichtlich von Bedeutung. zweigeschossig mit steilem Satteldach, Kunstschieferdeckung, beide Giebeldreiecke mit Preolit verkleidet und mit Naturschiefer eingefasst, Fachwerk im Obergeschoss mit Lehmausfachung, Fensteraufteilung zum Teil verändert, an Hausrückseite eingeschossiger Anbau mit Mansarddach, Erdgeschoss Feldsteinmauerwerk. | 08985189 |
| Direkt Bild zu diesem Denkmal hochladen | Wohnhaus                                          | August-Bebel-Straße 48 (Karte) | 18. Jahrhundert                                    | Obergeschoss Fachwerk, qualitätvoller Bau der Volksarchitektur, ortsbildprägend, baugeschichtlich von Bedeutung. zweigeschossig mit Krüppelwalmdach, Preolitdeckung, Obergeschoss mit Sichtfachwerk, Lehmausfachung, Süd- und Westseite ab Oberkante Erdgeschoss verbrettert, Hauseingangstür und Gewände wurden erneuert, Feldsteinplatten vorm Hauseingangsbereich, an Hausnordseite zweigeschossiger massiver Anbau (ehemals Scheune), gepflegtes Anwesen mit Garten. | 08985190 |
| Direkt Bild zu diesem Denkmal hochladen | Wohnhaus in offener Bebauung                      | August-Bebel-Straße 53 (Karte) | Um 1800                                            | | 08985172 |
| Direkt Bild zu diesem Denkmal hochladen | Wohnhaus in offener Bebauung                      | August-Bebel-Straße 58 (Karte) | um 1700                                            | eingeschossiger Putzbau mit verbrettertem Fachwerkgiebel, einziges noch original erhaltenes Bergarbeiterhaus (Bergfreiheitshaus) in Cunersdorf, bergbaugeschichtlich und sozialgeschichtlich bedeutend. kleines eingeschossiges Gebäude mit niedrigem Traufstand, Satteldach mit Bitumenbahnendeckung, Ost- und Westgiebel im Dreieck mit Holz verkleidetem Fachwerk (Lehmausfachung), Erdgeschoss Feldsteinmauerwerk, im Haus mit Feldsteinplatten ausgelegter Flur, zum Teil erhaltene Holzdachrinne, alte Fenster und Fensterläden (einflügelig). | 08985192 |
| Direkt Bild zu diesem Denkmal hochladen | Grenzstein der kurfürstlich-herzöglichen Grenze   | Dorfstraße, Nähe Rathaus       | um 1537 (Erstaufstellung)                          | Sachzeugnis der historischen Entwicklung im Erzgebirge, von regionalgeschichtlicher Bedeutung. | 08985176 |
| Direkt Bild zu diesem Denkmal hochladen | Ehemaliges Rathaus                                | Dorfstraße 32 (Karte)          | Um 1930                                            | markanter zweigeschossiger Putzbau mit ausgebautem Walmdach, expressionistischer Bauschmuck, originale Innenausstattung, ortsgeschichtlich bedeutend. | 08985170 |
| Direkt Bild zu diesem Denkmal hochladen | Böttger-Gut                                       | Dorfstraße 35 (Karte)          | 18. Jahrhundert                                    | Obergeschoss mit Fachwerk, einfaches Sitznischenportal, qualitätvoller Bau der Volksarchitektur, baugeschichtlich bedeutend und singulär. Zweigeschossig mit steilem Satteldach, Bitumendeckung, Westgiebel mit Preolit verkleidet, Obergeschoss Fachwerk mit Lehmausfachung, Erdgeschoss links vom Eingang Stallteil, Stallfenster mit Klinker eingefasst, rechts vom Eingang Wohnteil mit Fensterläden, Hauseingang (Sitznischen)portal mit Korbbogentür und Vogeleinflugsloch über Eingangstür, Steinplatten vor der Haustür. | 08985193 |
| Weitere Bilder                          | Himmlisch Heer Fundgrube; Dorothea-Stolln         | Dorotheenstraße (Karte)        | um 1530 (Bergbau), 1551 (Stollen), 1853 (Mundloch) | wichtiges Zeugnis des Altbergbaus des 16. Jahrhunderts im Erzgebirge, bergbauhistorisch und ortsgeschichtlich bedeutend. | 08985194 |
| Direkt Bild zu diesem Denkmal hochladen | Wohn- und Geschäftshaus in offener Bebauung       | Karlsbader Straße 109          | 1901                                               | mit Laden, markanter Bau mit Klinker-Sandstein-Fassade und historisierendem Bauschmuck, wichtig für das Ortsbild, baugeschichtlich bedeutend. zweigeschossig mit Satteldach, Kunstschieferdeckung, Dachaufbauten, Mittelrisalit mit Dreiecksgiebel, rot-gelber Klinkerbau, Fenster mit Mittelrisalit mit Dreiecksverdachung, profilierte Sohlbankstützen, zweiflügelige Hauseingangstür mit Glaseinfassung und schlichter Verzierung, Geschäftsraum mit großem Fenster und neu eingepasster Eingangstür, profilierter Traufsims. | 08985195 |
| Direkt Bild zu diesem Denkmal hochladen | Wohnhaus in offener Bebauung                      | Karlsbader Straße 132          | Um 1908                                            | charakteristischer Bau nach 1900 mit schlichter Klinker-Putz-Fassade, Mittelrisalit mit Erker, baugeschichtlich relevant. zweigeschossig, Krüppelwalmdach mit Mansarde, stehende Mansardfenster, Preolitdeckung, gelber Klinkerbau, Mittelrisalit mit geschweiftem Ortgang (Aufputzung) am Dreiecksgiebel, Erker über zwei Geschosse, drei gekuppelte Fenster im Erker, horizontale Gliederung der Fassade durch Gurtgesims in Höhe der Deckenlage, gerade Fensterverdachung im Obergeschoss wulstförmig, Hauseingangsbereich mit Rundbogengewände, zurückgesetzte Hauseingangstür mit Glaseinfassung einflügelig und im Original erhalten, sowie im Original erhaltenes schmiedeeisernes Treppengeländer, Wohnungstüren mit Glaseinfassung und Fußbodenfliesen (Mosaik). Hauseingangstür wurde 1934 umgestaltet. | 08985196 |